# Think It Over
| Recensione | Giudizio |
| ---------- | -------- |
| AllMusic   | [ 2 ]    |

Think It Over è un album discografico di Cissy Houston, pubblicato dall'etichetta discografica Private Stock Records nel settembre del 1978.

## Tracce

### LP
Lato A
1. Think It Over – 6:00 (Alvin Fields, Michael Zager, Cissy Houston)
2. Love Don't Hurt People – 3:01 (Ron Netsky, Steve Netsky)
3. Somebody Should Have Told Me – 4:30 (Doug Frank, Doug James, Cissy Houston)
4. After You – 4:38 (Doug Frank, Doug James)

Lato B
1. Warning - Danger – 5:56 (Alvin Fields, Doug Frank, Cissy Houston)
2. I Just Want to Be with You – 5:08 (Alvin Fields, Michael Zager)
3. An Umbrella Song – 2:58 (Alvin Fields, Michael Zager)
4. Sometimes – 3:33 (Alvin Fields, Doug Frank, Cissy Houston)
5. I Won't Be the One – 3:00 (Alvin Fields, Doug Frank, Cissy Houston)

## Musicisti
- Cissy Houston – voce solista
- Cissy Houston – cori
- Alan Schwartzberg – batteria
- Francisco Centeno – basso
- Rob Mounsey – tastiere (tutte), moog, sintetizzatori
- Jeff Mironov – chitarre
- Rubens Bassini – percussioni
- Dave Carey – vibrafono
- Michael Chimes – armonica (brano: An Umbrella Song)
- Michael Zager – piano elettrico (brano: I Just Want to Be with You)
- John Gatchell – tromba, flicorno
- Alan Rubin – tromba, flicorno
- Robert Milliken – tromba, flicorno
- Burt Collins – tromba, flicorno
- Gerald Chamberlain – trombone
- Ronnie Cuber – sassofono baritono
- Lenny Hambro – sassofono alto
- Jack Jeffers – trombone alto
- Jerry Love – sirena (brano: Warning - Danger)
- The Alfred Brown String Section – cori
- Whitney Houston – cori (brani: Think It Over, Warning - Danger e Love Don't Hurt People)
- Alvin Fields – cori (brani: Think It Over, Warning - Danger e Love Don't Hurt People)
- Lani Groves – cori (brani: Think It Over, Warning - Danger e Love Don't Hurt People)
- Cissy Houston – cori (brani: Think It Over, Warning - Danger e Love Don't Hurt People)
- Whitney Houston – cori (brani: After You, Somebody Should Have Told Me, Sometimes)
- Alvin Fields – cori (brani: After You, Somebody Should Have Told Me, Sometimes)
- Beverly Ingram – cori (brani: After You, Somebody Should Have Told Me, Sometimes)
- Cissy Houston – cori (brani: After You, Somebody Should Have Told Me, Sometimes)
- Whitney Houston – cori (brani: I Just Want to Be with You e I Won't Be the One)
- Donny Harper – voce solista, cori (brani: I Just Want to Be with You e I Won't Be the One)
- Beverly Ingram – cori (brani: I Just Want to Be with You e I Won't Be the One)
- Alvin Fields – cori (brani: I Just Want to Be with You e I Won't Be the One)
- Cissy Houston – voce solista, cori (brani: I Just Want to Be with You e I Won't Be the One)
- Cissy Houston e Michael Zager – arrangiamento cori (eccetto nel brano: I Just Want to Be with You, arrangiato dalla sola Cissy Houston)

Note aggiuntive
- Michael Zager – produttore, arrangiamenti, conduttore musicale
- Jerry Love – produttore esecutivo
- Registrazioni effettuate al Secret Sound Studios di New York City, New York
- Rick Rowe – ingegnere delle registrazioni, mixaggio
- Darroll Gustamachio – assistente ingegnere delle registrazioni
- Masterizzato al Masterdisc di New York
- Joey Gastwirt – ingegnere della masterizzazione
- Jim Massey – direzione creativa
- Abie Sussman – art direction copertina album
- Pat Nagel – illustrazione copertina album originale
- Jim Houghton – foto interno copertina album originale
- Claud Van Heuye – foto retrocopertina album originale [3]

## Classifica
Singoli
| Anno | Titolo del brano | Classifica            | Posizione raggiunta |
| ---- | ---------------- | --------------------- | ------------------- |
| 1978 | Think It Over    | Billboard Hot 100     | 32                  |
| 1978 | Think It Over    | Hot R&B/Hip-Hop Songs | 32                  |
| 1978 | Think It Over    | Dance Club Songs      | 5                   |